# Welcome To The Dark Side
Welcome To The Dark Side – EP rapera The R.O.C., wydana w 2008 roku nakładem wytwórni Hatchet House-sublabela Psychopathic Records.
Jest to jedyny oficjalny album The R.O.C. wydany w Hatchet House. Płytę można było kupić tylko podczas trwania trasy "The Opaque Brotherhood Tour" w sierpniu 2008 roku oraz w oficjalnym sklepie internetowym, Hatchetgear.com.
Po wydaniu tego albumu The R.O.C. oficjalnie zakończył karierę muzyczną na rzecz rodziny (ostatecznie jednak powrócił do nagrywania w połowie 2010 roku).

## Lista utworów
| # | Tytuł                                |
| - | ------------------------------------ |
| 1 | "Cosmic Adventure" (ft. Cosmic Pimp) |
| 2 | "About 2 Expire"                     |
| 3 | "Im Here"                            |
| 4 | "Voices" (ft. Jamie Madrox)          |
| 5 | "Hello" (ft. Shaggz 2 Dope)          |
| 6 | "Stress Release"                     |
| 7 | "Spawned" (ft. Blaze ya Dead Homie)  |